# 石倉駅
石倉駅（いしくらえき）は、北海道茅部郡森町石倉町にある北海道旅客鉄道（JR北海道）函館本線の駅である。駅番号はH58。電報略号はイシ。事務管理コードは▲140118。

## 歴史

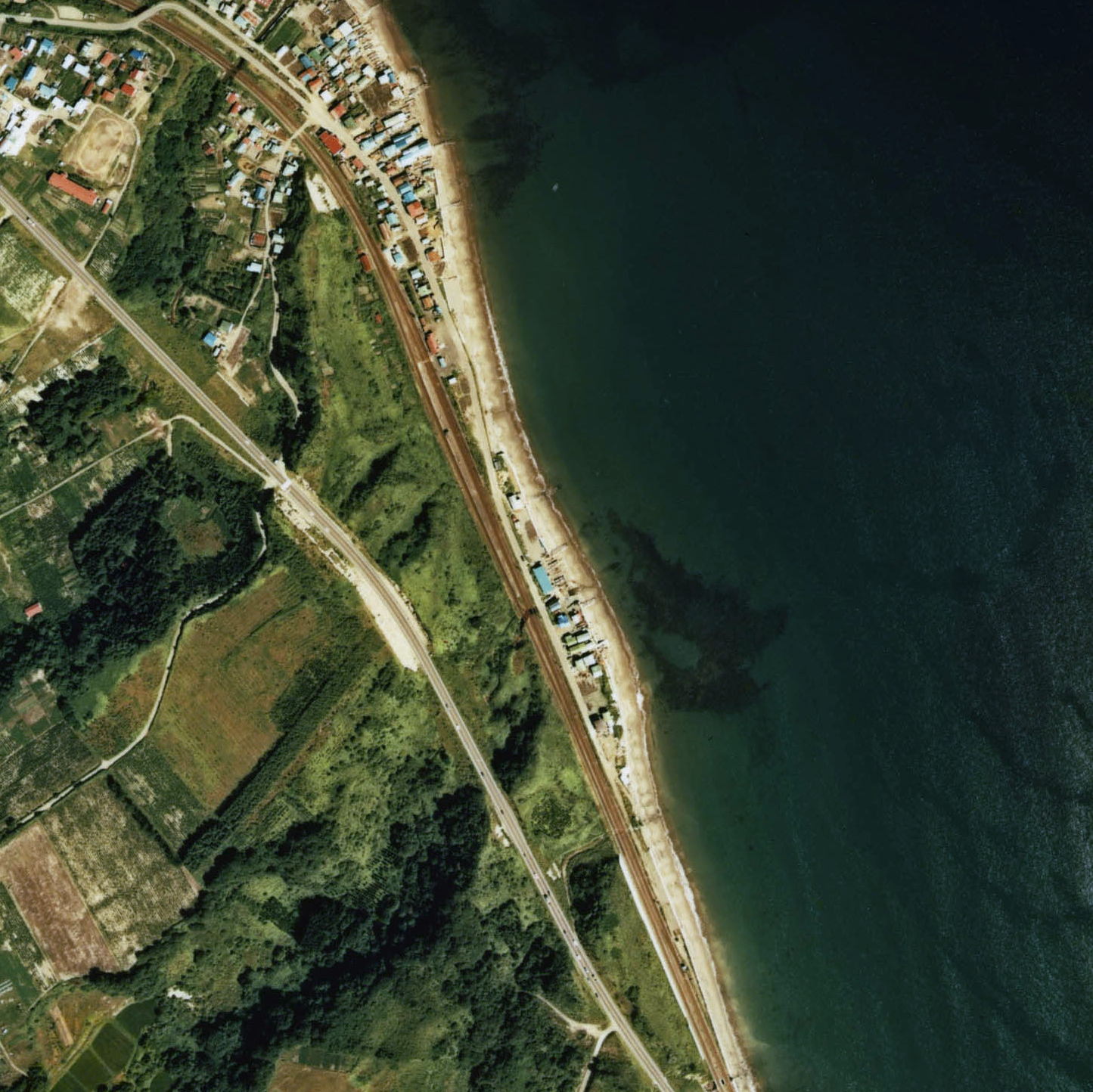
1976年の石倉駅と周囲約1km範囲。下が函館方面。

- 1903年（明治36年）11月3日：北海道鉄道 森駅 - 熱郛駅間の開通に伴い、同線の駅として開業[3]。一般駅[4]。
- 1907年（明治40年）7月1日：北海道鉄道の国有化に伴い、国有鉄道に移管[4]。
- 1909年（明治42年）10月12日：国有鉄道線路名称制定に伴い、函館本線の駅となる。
- 1945年（昭和20年）7月20日：当駅 - 野田追駅（現：野田生駅）間に新線を建設し、上り線のみを新線に移行して暫定的に複線化（落部駅の項目も参照）[5][6]。
- 1949年（昭和24年）6月1日：日本国有鉄道法施行に伴い、日本国有鉄道（国鉄）に継承。
- 1958年（昭和33年）12月10日：当駅 - 落部駅間の下り線を上り線と同一の新線に移行[5][6]。
- 1960年（昭和35年）8月1日：貨物扱い廃止[7]。
- 1966年（昭和41年）10月28日：並走する国道5号から駅構内に転落してきたトラックと通過中の特急おおとりが衝突。3人が負傷[8]。
- 1973年（昭和48年）12月11日：石谷駅 - 当駅間を複線化[9][注 1]。
- 1984年（昭和59年）2月1日：荷物扱い廃止[7]。
- 1986年（昭和61年）11月1日：無人化[7]。
- 1987年（昭和62年）4月1日：国鉄分割民営化に伴い、北海道旅客鉄道（JR北海道）の駅となる[4]。
- 1988年（昭和63年）11月：駅舎改築[7]。
- 2007年（平成19年）10月1日：駅ナンバリングを実施[JR北 1]。

### 駅名の由来
所在地名より。1973年（昭和48年）に国鉄北海道総局が発行した『北海道　駅名の起源』では「起源はつまびらかではない」としているが、同書の前身にあたる『駅名の起源』（鉄道省札幌鉄道局編、1939年版）では「附近一帯に石地が多い為」としている。また、本多貢『北海道地名漢字解』では箱館戦争時の榎本武揚軍の石倉三左衛門という人物から、としている。

## 駅構造
単式ホーム2面2線を持つ地上駅。かつては混合ホーム2面3線であったが、中線が取り払われ現在に至る。駅舎はなく、ホームの上に比較的大きな待合所が設置される。森駅管理の無人駅である。上下ホームの連絡は、構内踏切で行う。

### のりば
| 番線 | 路線      | 方向 | 行先         |
| ---- | --------- | ---- | ------------ |
| 1    | ■函館本線 | 上り | 森・函館方面 |
| 2    | ■函館本線 | 下り | 長万部方面   |

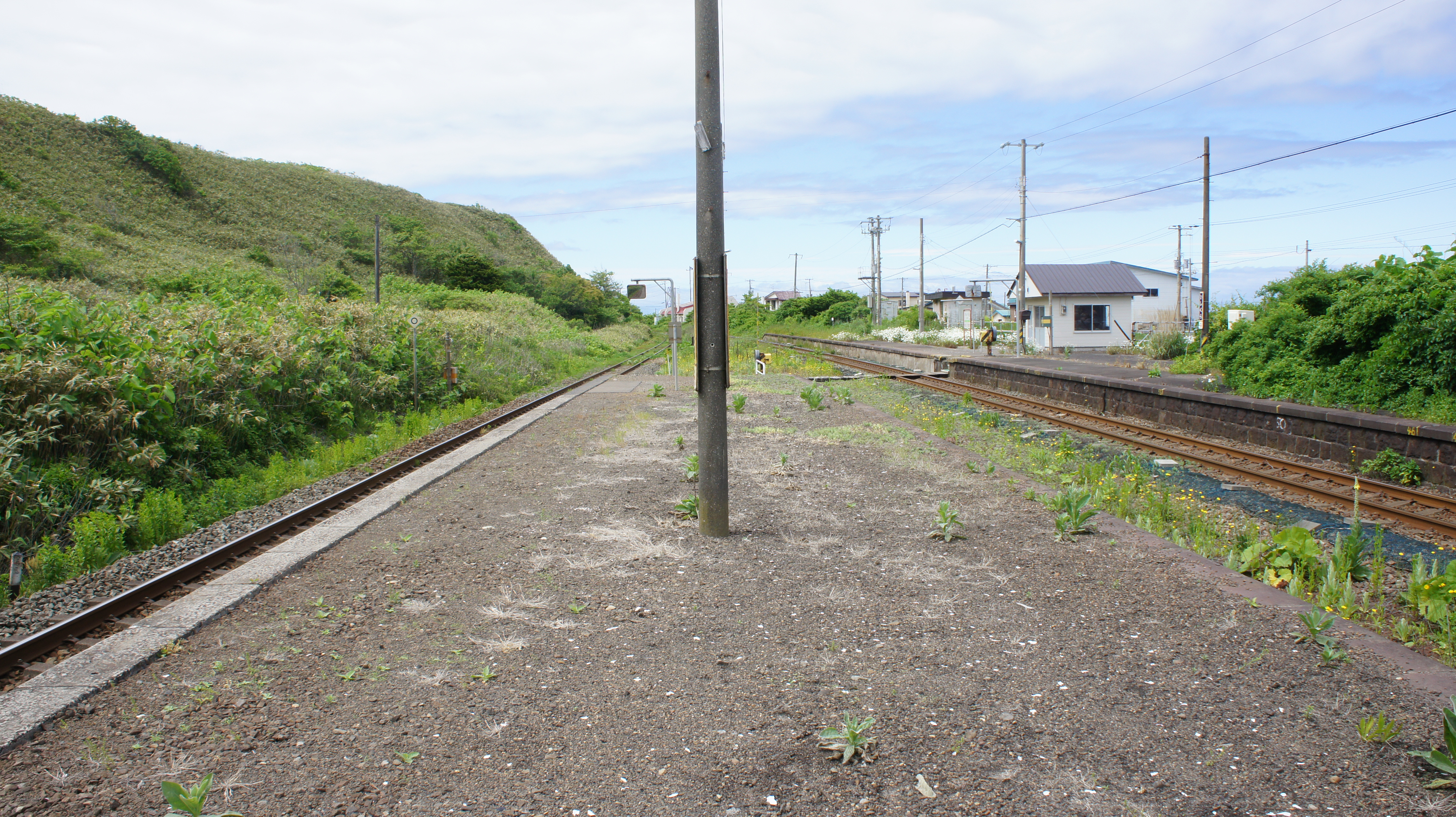
ホーム（2018年6月）
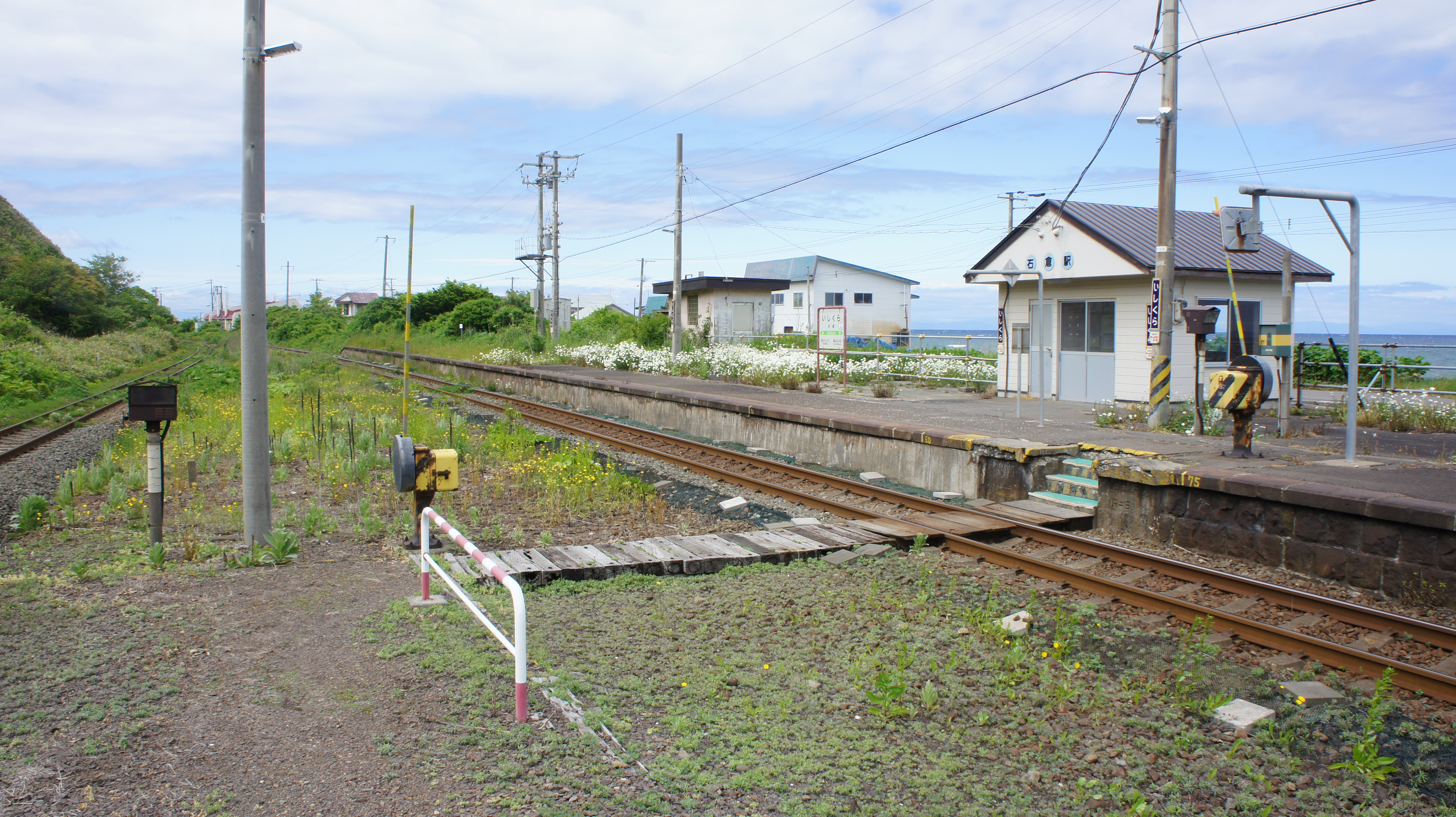
構内踏切（2018年6月）

## 利用状況
乗車人員の推移は以下の通り。年間の値のみ判明している年度は日数割で算出した参考値を括弧書きで示す。出典が「乗降人員」となっているものについては1/2とした値を括弧書きで乗車人員の欄に示し、備考欄で元の値を示す。
また、「JR調査」については、当該の年度を最終年とする過去5年間の各調査日における平均である。
| 年度               | 乗車人員（人） | 乗車人員（人） | 乗車人員（人） | 出典       | 備考 |
| 年度               | 年間           | 1日平均        | JR調査         | 出典       | 備考 |
| ------------------ | -------------- | -------------- | -------------- | ---------- | ---- |
| 1978年（昭和53年） |                | 91.0           |                | [ 15 ]     |      |
| 2015年（平成27年） |                |                | 「10名以下」   | [ JR北 2 ] |      |
| 2017年（平成29年） |                |                | 3.8            | [ 16 ]     |      |
| 2018年（平成30年） |                |                | 2.8            | [ 17 ]     |      |
| 2019年（令和元年） |                |                | 「10名以下」   | [ JR北 3 ] |      |
| 2020年（令和02年） |                |                | 「10名以下」   | [ JR北 4 ] |      |

## 駅周辺
- 国道5号
- 茂無部簡易郵便局
- 旧八雲町立栄浜小学校跡地
- 函館バス「石倉」停留所[18]

## 隣の駅
北海道旅客鉄道（JR北海道）
■函館本線
森駅 (H62) - *桂川駅 (H61) - （石谷信号場） - *本石倉駅 (H59) - 石倉駅 (H58) - 落部駅 (H57)
*打消線は廃駅